# Иван Милат
Иван Роберт Марко Милат (27. децембар 1944. – 27. октобар 2019) био је аустралијски серијски убица хрватског порекла који је осуђен за убиства бекпекера, односно путника и туриста 1996. године. Милат је заробио, напао, опљачкао и убио два мушкарца и пет жена у Новом Јужном Велсу између 1989. и 1992. Његов модус операнди је био да приђе аутостоперима дуж аутопута Хјум под маском да им обезбеди превоз до подручја јужног Новог Јужног Велса, а затим одведе своје жртве у државну шуму Белангло где би онеспособио и убио их. Од хапшења, Милат је такође постао осумњичен да је починио многа друга слична кривична дела и убиства широм Аустралије.

## Биографија
Иван Милат је рођен као Иван Роберт Марко Милат 27. децембра 1944. у Гилфорду, Аустралија, и био је син хрватског емигранта и радника Стјепана Марка "Стивена" Милата (1902–1983) и Аустралијанке Маргарет Елизабет Пидлстон (1920–2001), која се удала када је имала 16 година. Милат је био пето од њихове четрнаесторо деце а осиромашена породица је прво живела у сеоској фарми у Босли парку, 36 километара западно од Сиднеја, Нови Јужни Велс, пре него што се преселила у Ливерпул у Новом Јужном Велсу. По свему судећи, родитељи су савесно васпитавали и дисциплиновали своју децу и све су их слали у приватне римокатоличке школе. Међутим, чланови породице описали су Милатовог оца, Стивена, као тихог и агресивног због алкохолизма. Многи од десет дечака Милата били су добро познати локалној полицији и навикли су да рукују ножевима и ватреним оружјем, а поподне су проводили гађајући мете у дворишту својих родитеља. Браћа и сестре се сећају да је Милат показивао антисоцијално и психопатско понашање у младости, као што је напад на животиње мачетама током њиховог детињства, што је довело до боравка у резиденцијалној школи са 13 година.
Са 17 година Милат је био у центру за малолетнике због крађе, а са 19 година био је умешан у провалу у радњу. Године 1964. осуђен је на осамнаест месеци због провале и уласка, а месец дана након пуштања ухапшен је због вожње украденог аутомобила и осуђен на две године принудног рада. Септембра 1967, са 22 године, осуђен је на три године због крађе. Милат је 7. априла 1971. ножем отео две младе осамнаестогодишње стоперке у близини железничке станице у Ливерпулу. Силовао је једну од њих пре него што су стали у кафићу на бензинској пумпи. Уз помоћ мушкараца изнутра, успеле су да побегну и Милат је касније тог дана ухапшен и оптужен за једну тачку силовања и две тачке за оружану пљачку. Док је чекао суђење, био је умешан у низ пљачки са неком од своје браће пре него што је лажирао самоубиство остављајући ципеле на Гапу, познатом месту за самоубиство у Сиднеју. После овога, власти верују да је Милат побегао у Квинсленд, затим у Викторију пре него што је одлетео на Нови Зеланд, где је живео две године. Међутим, за то време се сумња да се Милат можда кришом вратио користећи лажни пасош и живео у међудржавном простору како би избегао откривање. Поново је ухапшен 1974. након што је његова мајка одведена у болницу због срчаног удара, али случајеви пљачке и отмице против њега су пропали на суђењу уз помоћ адвоката породице Милатс, Џона Марсдена. Милат се запослио као возач камиона 1975. године, а до хапшења је двадесет година радио у Управи за путеве и саобраћај. Године 1977. Милат је безуспешно покушао да силује и убије још две жене које су стопирале од Ливерпула до Канбере, али никада није оптужен.

## Злочини и хапшење
У време првих открића у државној шуми Белангло, неколико туриста је пријављено као нестало. Један случај се односио на млади пар из Франкстона, Дебора Еверист, од 19 година и Џејмс Гибсон, такође 19 година, који су нестали откако су отишли из Сиднеја на фестивал КонФест, у близини Алберија, 30. децембра 1989. Други се односи на Симон Шмидл, 21 година из Немачке, која је нестала откако је 20. јануара 1991. кренула из Сиднеја у Мелбурн. Слично, немачки пар, Габор Нојгебауер, 21, и Ања Хабшид, 20, нестали су након што су 26. децембра 1991. отишли из хостела Кингс Кроса у Милдуру. Други је укључивао нестале британске путнице Керолин Кларк, 21, и Јоана Валтерс, 22, које су биле последњи пут виђен у Кингс Кросу 18. априла 1992. године. 
Дана 19. септембра 1992, двојица тркача су открила сакривени леш док су се дизоријентисали у Беланглу. Следећег јутра, полиција је открила друго тело 30 m (98 ft) од првог. Полиција је брзо потврдила, путем зубних картона, да су тела била Кларк и Волтерс. Волтерс је избоден петнаест пута; четири пута у груди, једном у врат и девет пута у леђа што би је паралисало. Кларк је погођена десет пута у главу на месту сахрањивања, а полиција верује да је коришћена као мета за гађање. Након детаљне претраге шуме, истражитељи су одбацили могућност даљих открића унутар државне шуме Белангло.
Дана 5. октобра 1993, мештанин је у потрази за дрветом за огрев открио кости у посебно удаљеном делу шуме. Вратио се са полицијом на лице места где су два тела брзо откривена и касније идентификована као Гибсон и Еверист. Гибсонов скелет, пронађен у положају фетуса, показао је осам убодних рана. Велики нож му је пресекао горњи део кичме што је изазвало парализу, а убодне ране на леђима и грудима би му пробиле срце и плућа. Еверист је био дивљачки претучена; лобања јој је била сломљена на два места, вилица јој је сломљена, а на челу су јој били трагови ножа. Била је једном убодена у леђа. Присуство Гибсоновог тела у Беланглу збунило је истражиоце јер је његова камера раније откривена 31. децембра 1989, а његов ранац касније 13. марта 1990, поред пута у Галстон клисури, у северном предграђу Сиднеја, преко 120 km (75 mi) на север.
Дана 1. новембра 1993. године, током полицијског чишћења на чистини поред шуме, пронађен је скелет. Касније је идентификована као Шмидлова и имала је најмање осам убода ножем: два уздуђ кичме, а други су јој пробили срце и плућа. Одећа пронађена на лицу места није била њена, већ је одговарала другој девојци Хабшид. Тела Хабшид и Нојгебауера су затим пронађена на оближњој стази, 4. новембра 1993. године, у плитким гробницама удаљеним 50 m (160 ft). Хабшид је била обезглављена и упркос опсежној потрази, њена лобања никада није пронађена. Нојгебауер је погођен шест пута у главу. Било је доказа да неке од жртава нису одмах умрле од задобијених повреда.
Преглед посмртних остатака показао је доказе да су неке од жртава биле мучене. Као одговор, 14. октобра 1993. године, полиција Новог Јужног Велса је основала посебну јединицу, која је садржала више од двадесет детектива и аналитичара. Влада Новог Јужног Велса је 5. новембра повећала награду у вези са убиствима на 500.000 долара. Након што је разрадила свој профил убице, полиција се суочила са огромном количином података из бројних извора. Истражитељи су применили технологију анализе линкова и као резултат, списак осумњичених је сужен са кратке листе од двеста тридесет на још краћу листу од тридесет и двоје. Појавиле су се спекулације да су злочини дело неколико убица, с обзиром да је већина жртава нападнута у пару, убијена на различите начине и одвојено сахрањена.
Дана 13. новембра полицију је контактирао Пол Онионс (24) из Уједињеног Краљевства. Неколико година раније, 25. јануара 1990, Онионс је путовао само са ранцем по Аустралији и док је стопирао од станице у Ливерпулу према Милдури, прихватио је вожњу јужно од Касуле од човека познатог само као "Бил". Јужно од града Митагонга, на мање од једног километра од државне шуме Белангло, Бил је стао и извукао револвер и неколико ужади наводећи да је у питању пљачка, након чега је Онионс успео да побегне док је Бил пуцао на њега. Онионс је зауставио жену која је била колима у пролазу, Џоан Бери из Канбере и заједно су описали нападача и његово возило полицији. Дана 13. априла 1994. детективи су поново пронашли белешку о Онионсовом позиву. Онионсову изјаву је потврдила Бери.
Полицијски надзор куће Милат почео је 26. фебруара 1994. године. Полиција је сазнала да је Милат недавно продао свој сребрни Нисан Патрол погон на сва четири точка убрзо након открића тела Кларк и Волтерса. Полиција је такође потврдила да Милат није радио ни у једном од дана напада, а познаници су полицији рекли и да је Милат био опседнут оружјем. Када је успостављена веза између убистава Белангло и Онионсовог искуства, Онионс је одлетео у Аустралију да помогне у истрази. Дана 5. маја 1994. Онионс је идентификовао Милата као човека који га је покупио и покушао да га убије.
Милат је ухапшен у својој кући 22. маја због оптужби за пљачку и оружје у вези са нападом на Онионса након што је педесет полицајаца опколило кућу.[ Претресом Милатовог дома откривено је различито оружје, укључујући пушку калибра .22 и делове пушке калибра .22 која је одговарала типу коришћеном у убиствима, пиштоље и ножеве. Такође су откривени предмети који су припадали неколико његових жртава. Претресени су и куће које су припадале његовој мајци и петорице његове браће, при чему је откривено још неколико предмета који су припадали жртвама.
Милат се појавио на суду 23. маја, али се није изјаснио о кривици. Дана 31. маја, Милат је такође оптужен за седам убистава туриста. Милат је отпустио свог браниоца Марсдена 28. јуна и затражио правну помоћ да плати своју одбрану. У међувремену, браћи Ричарду и Волтеру суђено је у вези са оружјем, дрогом и украденим предметима пронађеним на њиховим имањима. Претресно рочиште за Милата у вези са убиствима почело је 24. октобра и трајало је до 12. децембра, током којег се појавило преко две стотине сведока. На основу доказа, Милату је почетком фебруара 1995. одређен притвор до јуна исте године.
Суђење је почело у Врховном суду Новог Јужног Велса у Сиднеју 26. марта 1996. године, а тужио га је Марк Тедески. Упркос огромним доказима против њега, Милат је наводно био уверен да ће бити проглашен невиним. У телефонским снимцима направљеним за програм Аустралијске приче Аустралијске комисије за радиодифузију 2004. године, Милат је навео своје разлоге за веровање да ће бити проглашен невиним на суђењу – „Моја основна одбрана на мом суђењу била је да то нисам био ја“, рекао је он. „Не знам ко је то урадио. На њима је било да докажу моју кривицу, а не на мени да докажем своју невиност.“  Његова одбрана је тврдила да, упркос доказима, није било неуспеха. - посредни доказ да је Милат крив, и покушао је да пребаци кривицу на друге чланове своје породице, посебно на Ричарда. Сведочило је 145 сведока, међу којима и чланови породице Милат који су настојали да дају алибије. Милат је 18. јуна сам сведочио. Дана 27. јула 1996. године, након осамнаест недеља сведочења, порота је прогласила Милата кривим за убиства. Изречена му је доживотна робија по свакој тачки без могућности условног отпуста. Такође је осуђен за покушај убиства и пљачку Онионса, за шта је добио по шест година затвора.
Када је Милат умро, никада није признао, каже се да је рекао својој мајци Маргарет, са којом је имао блиске односе, непосредно пре њене смрти 2001. године, да је одговоран за убиства свих туриста.

## Смрт
Милат је 8. новембра 2004. дао телевизијски интервју за емисију Аустралијска прича, у којој је негирао да је било ко од његове породице умешан у седам убистава. Милат је 26. јануара 2009. одсекао свој мали прст пластичним ножем, са намером да га пошаље Високом суду Аустралије како би изнудио жалбу. Одведен је у болницу у бази Гоулбурн под високим обезбеђењем; међутим, 27. јануара, Милат је враћен у затвор након што су лекари одлучили да операција није могућа. Милат се претходно повредио 2001. године када је прогутао жилет, спајалице и друге металне предмете. У мају 2011. Милат је ступио у деветодневни штрајк глађу, изгубивши 15 килограма у неуспешном покушају да добије Плејстејшн.
У мају 2019. године, Милат је пребачен у болницу Принца од Велса, у Рандвику, и накнадно му је дијагностикован терминални рак једњака. Након лечења пребачен је у поправни центар Лонг Беј да би наставио издржавање затворске казне. Дана 9. августа 2019, болесни Милат је пребачен у безбедну јединицу за лечење која се налази у болници Принца од Велса након губитка од двадесет килограма претходних недеља; Милат је такође показивао високу температуру. Његов статус је, међутим, пријављен као неопасан по живот. Дана 27. октобра 2019, Милат је преминуо од рака једњака и желуца у 4:07 ујутру у болничком крилу у поправном центру Лонг Беј. Имао је 74 године.

## Приватни живот
Милат је 1983. године упознао 16-годишњу Карен Дак која је била трудна са његовим рођаком. Венчали су се 1984. године и добили једну своју ћерку. Међутим, она га је напустила 1987. године због насиља у породици и развели су се у октобру 1989. године. На суђењу га је описала као 'лудака са оружјем', присећајући се да је убијао кенгуре током посете државној шуми Белангло. Милатов нећак Метју Милат и његов пријатељ Коен Клајн (обојица у тренутку изрицања пресуде имали су 19 година) осуђени су 2012. на четрдесет три године, односно на тридесет две године затвора због убиства Дејвида Октерлонија на његов седамнаести рођендан у шуми Белангло у новембру 2010. Метју Милат је ударио Октерлонија секиром док је Клајн снимао аудио током напада мобилним телефоном. Дана 18. јула 2005, Милатов бивши адвокат, Марсден, дао је изјаву на самрти у којој је тврдио да је Милату помагала његова сестра Ширли Соар (1946–2003) у убиствима двојице британских туриста. Чак се сумња да је Милат био у инцесној вези са својом сестром и да су живели заједно. 
У мају 2015, Милатов брат Борис Милат рекао је Стиву Аперену, бившем детективу за убиства који је радио као консултант у полицијској управи Лос Анђелеса и Федералном истражном бироу Сједињених Држава, да је Милат када је имао 17 година признао одговорност за случајно пуцање у таксисту Невила са сачмаром 6. марта 1962. током пљачке која је кренула наопако док се Милат који се возио позади у таксију у близини Милатове куће у Мурбанку у Сиднеју. Таксиста је остао парализован од струка наниже. Милат никада није ухваћен, а невини човек, Алан Дилон, касније је осуђен и одслужио је пет година затвора за злочин. Након полиграфског тестирања са Борисом Милатом и Аланом Дилоном, Аперен се уверио да је Милат пуцао у таксисту. Власти никада нису оптужиле Милата за злочин иако су приметиле сличности са злочином и начин на који је Милат парализовао многе своје жртве пре него што су убијене. Слично томе, надзорник Клајв Смол који је водио истрагу о убиствима бекпекера такође је веровао да је Милат одговоран за пуцање на таксисту.